# Monomania (álbum)
Monomania (estilizada como MØNØMANIA) es el sexto álbum de estudio de la banda estadounidense de metalcore The Word Alive. Fue lanzado el 21 de febrero de 2020 a través de Fearless Records. Fue producido por la propia banda y Erik Ron. Este es el último álbum que presenta al guitarrista Tony Pizzuti y al baterista Matt Horn. También es su último álbum lanzado en este sello discográfico antes de que la banda firmara con Thriller Records en 2022.

## Antecedentes y lanzamiento
El 1 de noviembre de 2019, la banda lanzó el sencillo principal del álbum titulado "Burning Your World Down". El 10 de enero de 2020, la banda lanzó el segundo sencillo y la canción principal "Monomania" junto con un video musical adjunto. Ese mismo día, la banda reveló la lista de canciones, el arte oficial del álbum y anunció que su nuevo sexto álbum de estudio, Monomania, se lanzará el 21 de febrero de 2020. El 24 de enero, la banda lanzó el tercer sencillo del álbum titulado "No Way Out "y su correspondiente video musical. El 7 de febrero, dos semanas antes del lanzamiento del álbum, la banda lanzó el cuarto sencillo "Searching for Glory".

## Lista de canciones
| N.º | Título                                                       | Duración |  |
| 1.  | «Monomania»                                                  | 3:58     |  |
| 2.  | «No Way Out»                                                 | 3:35     |  |
| 3.  | «Searching for Glory»                                        | 3:36     |  |
| 4.  | «Another Year in the Shadows»                                | 3:33     |  |
| 5.  | «Greatest Almost»                                            | 3:52     |  |
| 6.  | «Thank You»                                                  | 3:18     |  |
| 7.  | «Numb Love (Misery II)»                                      | 3:52     |  |
| 8.  | «K.F.»                                                       | 4:15     |  |
| 9.  | «Burning Your World Down»                                    | 3:27     |  |
| 10. | «Comfort & Chaos»                                            | 3:48     |  |
| 11. | «I'm Sorry You're Sorry Now»                                 | 3:18     |  |
| 12. | «Death Is Only the End If You Assume the Story Is About You» | 3:55     |  |

Notas
- Todos los títulos de las pistas están estilizados en mayúsculas. Por ejemplo, "Burning Your World Down" tiene el estilo "BURNING YOUR WORLD DOWN".
- "K.F." es inicialismo para "Kyle Forever". La canción está dedicada al fallecimiento de Kyle Pavone de We Came as Romans.

## Personal
The Word Alive
- Tyler Smith - voz principal, teclados
- Tony Pizzuti - guitarras, coros, teclados, programación, bajo
- Zack Hansen - guitarras, coros, teclados, programación, bajo
- Matt Horn - batería, percusión